# Willy Middel
Willy Middel (Assen, 14 juli 1945) is een Nederlands basgitarist, bekend geworden als lid van Cuby + Blizzards. 
Middel volgde een opleiding bij de PTT en verdiepte zich in de blues onder andere met hulp van Arend Jan Heerma van Voss. Zijn grote voorbeeld was Willie Dixon, een van de grote namen van de Chicago blues.
Middel speelde aanvankelijk op een zelfgebouwde basgitaar in The Sinister Silhouettes die muziek van The Shadows, The Everly Brothers en Duane Eddy naspeelde. Eelco Gelling haalde hem over om bij zijn band The Rocking Strings te komen spelen. Harry Muskee kwam vaak bij Middel thuis naar muziek luisteren en werd vervolgens zanger bij The Rocking Strings, die hun naam veranderden in Cuby + Blizzards. Middel kocht een Burns basgitaar.
Toen eind 1967 Cuby + Blizzards werd geteisterd door persoonlijke meningsverschillen, verliet Middel de band. Hij werd opgevolgd door Jaap van Eik en stopte met muziek maken. Wel speelde hij nog mee op het afscheidsconcert dat op 15 januari 1974 werd opgenomen voor Nederpopzien.
Na zijn muzikale carrière werkte Middel bij de Stichting Opbouw Drenthe en bij de Schooladvies en -Begeleidingsdienst. Daarnaast had hij een bedrijfje dat educatieve multimedia-programma’s voor het onderwijs maakte.
Zijn Burns basgitaar is aangekocht door het Drents Museum.

## Discografie
- Desolation (1966)
- Praise The Blues (1967)
- Groeten uit Grollo (1967)
- Afscheidsconcert (1974)